# Ajse Hafsza szultána
Ayşe Hafsa szultána, oszmán-török átírásban: حفصہ سلطان; törökül: Ayşe Hafsa Valide Sultan (1470-75 körül – 1534. március 19.) feltehetőleg krími tatár hercegnő, az első oszmán válide szultána 1520 és 1534 között. I. Szelim oszmán szultán asszonya, I. Szulejmán szultán édesanyja.

## Élete
Gyermekei születési dátumából ítélve 1470-75 körül született, sokak szerint I. Mengli Giráj krími kán leányaként. Anyja neve ismeretlen. Sok történész vitatja, hogy valóban krími hercegnő volt-e, vagy egyszerű rabszolga. Utóbbit az bizonyítaná, hogy az Oszmán-ház tagjai nem házasodhattak más dinasztia tagjaival. Ez elfogadható magyarázat lenne, azonban tudjuk, hogy például II. Murad szultán is feleségül Vette Mara Branković szerb hercegnőt. Így tehát Hafsa származástörténete igen vitatott.
I. Szelim szultán ágyasa (talán felesége is volt, ha hercegnő) Trabzonban, ahol három lányuk és egy fiuk született. A közhiedelemmel ellentétben Şah-ı Huban szultána nem Hafsa gyermeke volt, sőt sokak szerint négy fiút szült, ez sem igaz, egyetlen fia Szulejmán volt.
1513-ban Szulejmánt trónörökösként a hagyománynak megfelelően a nyugat-törökországi Manisa tartomány kormányzójává (beglerbég) nevezte ki apja. A szokáshoz híven Ayşe Hafsa is elkísérte fiát Manisa szandzsákjába, ahol az ő kezdeményezésére rendezték meg először a mai napig megtartott Mesir fesztivált. Ezenkívül egy nagy épületkomplexumot is építtetett, amely mecsetből, általános iskolából, egyetemből és ispotályból állt. 1520-ban Szulejmán megörökölte a trónt, így édesanyja vált az elsővé, aki a Válide szultána címet viselte, aminek jelentése „a szultán anyja”. Ennek a címnek a használata később is szuverén előjogokkal járt, a Válide irányította a Topkapı palota háremét. A korábbi anyaszultánák a mehd-i ülya címmel rendelkeztek, a 16. századtól azonban a Válide szultána címet viselték. Uralkodásának időszakára jellemző volt a megnövekedett hatalommegosztás. Fia uralkodása alatt az egyik leginkább köztiszteletnek örvendő oszmán asszony volt.

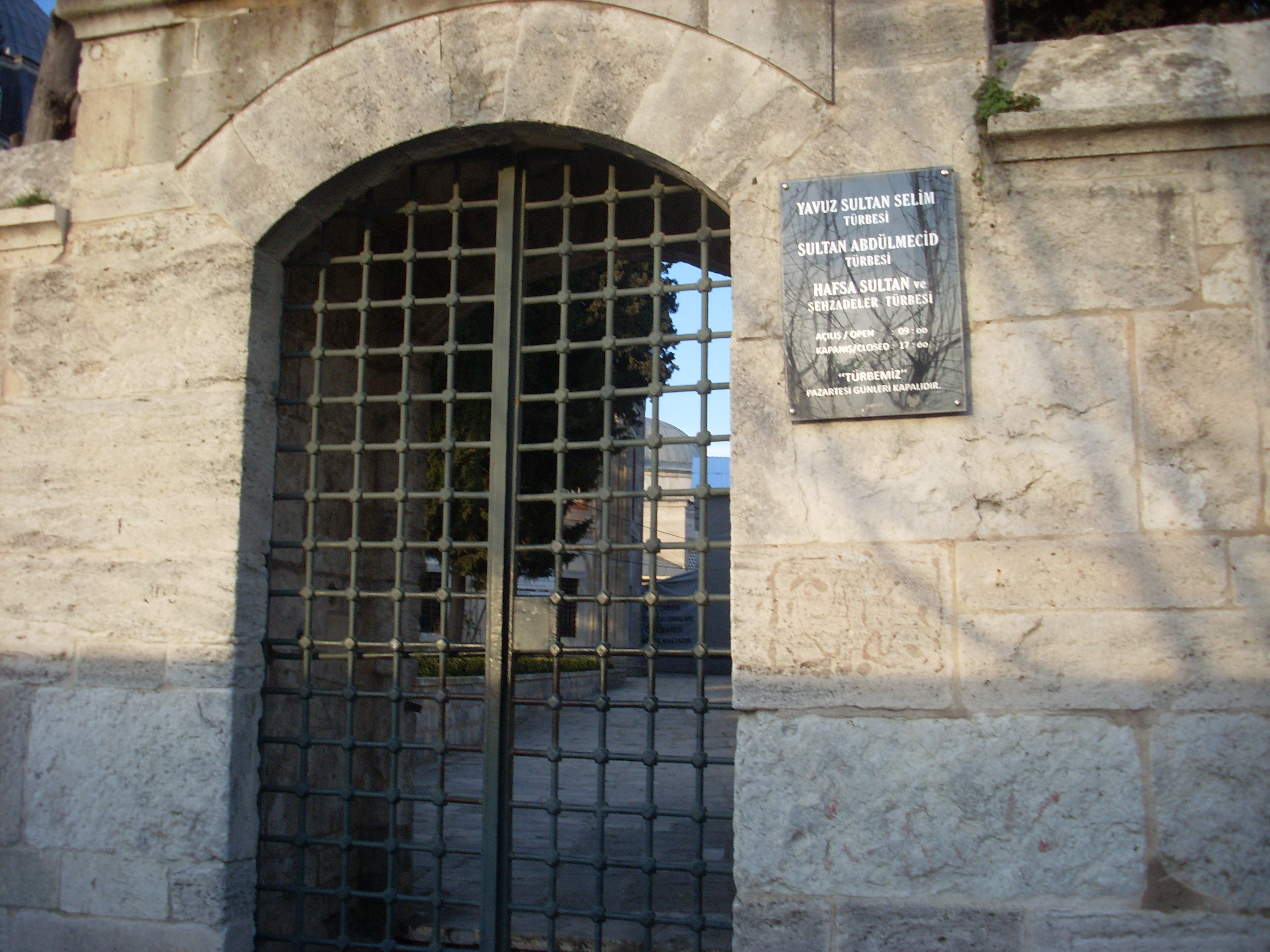
A Türbe bejárata

Hafsa szultána 1534. március 19-én, a hatvanas évei elején halt meg Isztambulban, halálát feltehetőleg szívelégtelenség okozta.

## Gyermekei
- Szulejmán szultán (1494–1566)
- Hatice szultána (1490/91–1538)
- Fatma szultána (1492–1573)
- Beyhan szultána (talán) (1493 körül–1559)

## Halála és temetése
Ayşe Hafsa 1534. március 19-én halt meg és férje sírhelye közelében temették el egy mauzóleumban a Yavuz Szelim mecset kiblája mögött Konstantinápoly Fatih negyedében. Temetését hosszú imákkal kísérték és méltatták őt életében véghez vitt cselekedetei miatt. A mauzóleumot egy 1884-es földrengés nagyrészt elpusztította, az 1900-as évek első évtizedében kezdődő rendbehozási munkálatok félbemaradtak, így a sírhely ma sokkal egyszerűbb, mint eredetileg volt.

## Alakja a populáris kultúrában
A Szulejmán című török televíziós sorozatban Nebahat Çehre alakította.

## Galéria

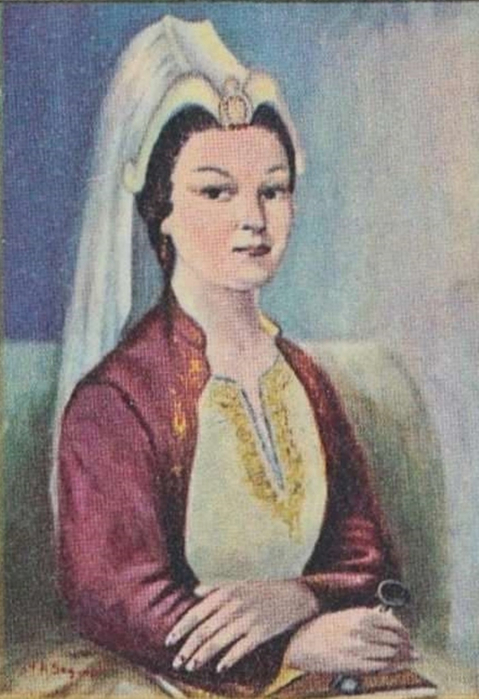
Ayṣe Hafsa ábrázolása
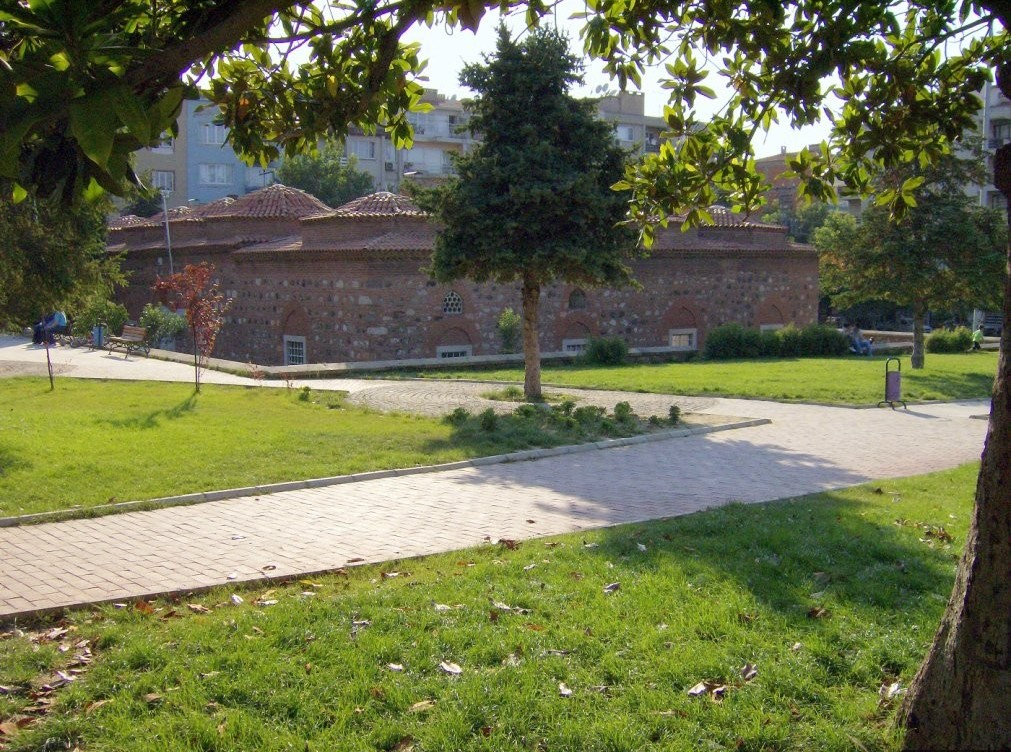
Egy Hafsa szultána által építtetett ispotály Maniszában
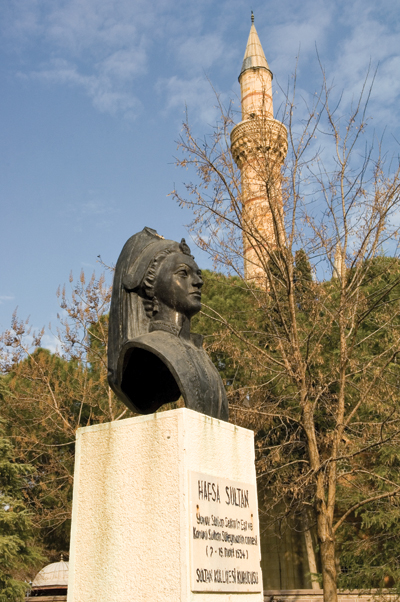
Hafsa szobra Maniszában
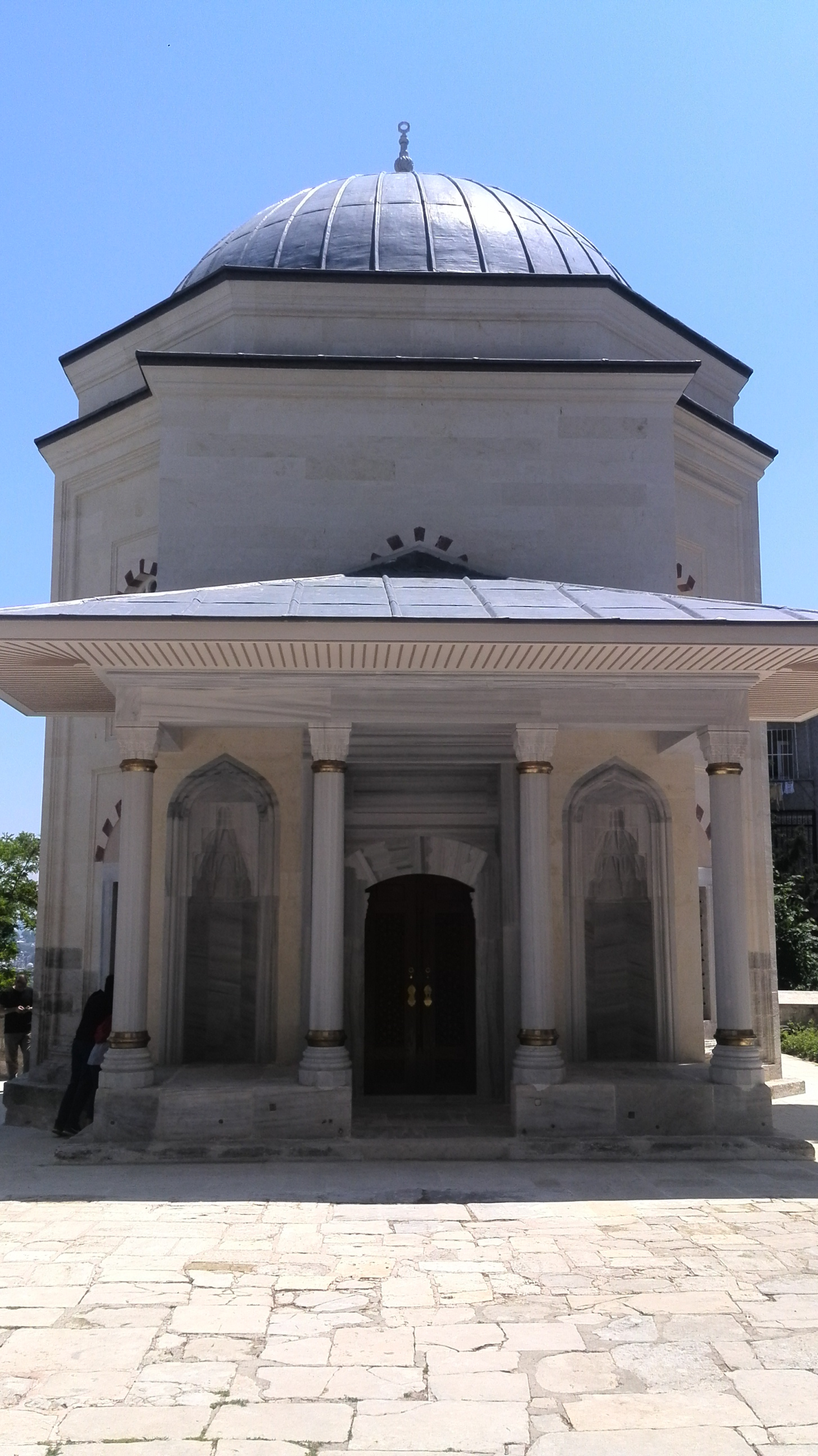
Hafsa türbéje